# Птицемлечник арабский
Птицемлечник арабский (лат. Ornithogalum arabicum) — многолетнее травянистое растение семейства спаржевых.
Многолетнее травянистое луковичное растение, которое достигает высоты от 30 до 80 сантиметров. Луковицы 2,5-3 см в диаметре, яйцевидные. Листья 30-60 х 0,8-2 (-2,5) см. Цветоножки 4-7 см. Лепестки от 15 до 32 миллиметров, от эллиптических до обратнояйцевидных, тупые, желтовато-белые. Плод - коробочка 0,8-1,2 см в диаметре. Цветёт с апреля по май.
Вид распространён в Северной Африке (Алжир, Марокко), Южной Европе (страны бывшей Югославии, Греция, Италия, Франция - Корсика, Португалия [вкл. Мадейра], Испания [вкл. Канарские острова]). Натурализован в Израиле. Культивируется.